# Ciskei

Bandeira de Ciskei.

Ciskei.

Ciskei ou Cisquei foi um bantustão criado pelo governo sul-africano durante o regime do apartheid para ali agrupar uma parte dos sul-africanos falantes de língua xossa. Sua capital era a cidade de Bisho.
Este bantustão tinha uma área de cerca de 7 700 km² em duas áreas separadas, na parte oriental da antiga província do Cabo, tendo uma pequena porção de costa no Oceano Índico. Em 1961, este território passou a ser uma região administrativa separada; Em 1972, o governo sul-africano concedeu-lhe "autodeterminação" e em 1981, a "independência", ficando os seus habitantes privados da nacionalidade sul-africana. Cisquei foi reincorporado na Africa do Sul em 27 de April de 1994, após a primeira eleição pós-apartheid. Junto com o Transquei, Cisquei veio a fazer parte da província do Cabo Oriental. Sua capital tornou-se capital dessa nova província.